# Annegret Heitmann
Annegret Heitmann (* 22. Dezember 1952 in Kappeln/Schlei) ist eine deutsche Skandinavistin und Hochschullehrerin.

## Leben und Wirken
Annegret Heitmann legte 1971 die Reifeprüfung an der Theodor-Storm-Schule in Husum ab. Nach ihrem ersten Studiensemester 1971/72 an der Pädagogischen Hochschule Kiel studierte sie ab 1972 an der Christian-Albrechts-Universität zu Kiel Anglistik und Nordische Philologie (Schwerpunkt: Dänisch). Das Studienjahr 1974/75 verbrachte sie an der Universität Kopenhagen und absolvierte 1978 in Kiel das Staatsexamen für den höheren Schuldienst. Nach einem Aufbaustudium in Nordistik promovierte sie 1981 bei dem Skandinavisten Otto Oberholzer. Hierauf folgte die Tätigkeit als wissenschaftliche Assistentin an der Universität Kiel. Von 1983 bis 1987 war Heitmann als Lecturer an der University of East Anglia in Norwich tätig. Hieran schloss sich die Tätigkeit als wissenschaftliche Assistentin am Nordischen Institut der Universität Kiel an, wo sie sich 1994 habilitierte. Bis zu ihrem Eintritt in den Ruhestand 2018 lehrte sie dann als ordentliche Professorin für Nordische Philologie an der Universität München und leitete das dortige Institut für Nordische Philologie. Im Jahre 2010 wurde sie Mitglied der Bayerischen Akademie der Wissenschaften, außerdem gehört sie den wissenschaftlichen Akademien in Dänemark und Norwegen an. Im Laufe ihrer Tätigkeit an der Universität leitete sie mehrere DFG-Projekte.
In ihren zahlreichen Veröffentlichungen beschäftigte sich Annegret Heitmann vor allem mit der modernen skandinavischen Literatur seit 1900 bis in die Gegenwart, der Aphoristik und mit Herman Bang, Karen Blixen und Henrik Ibsen.

## Veröffentlichungen (Auswahl)
- Noras Schwestern. Weibliche Hauptpersonen in Romanen männlicher Autoren des modernen Durchbruchs. Eine Untersuchung des Entwicklungsaspekts (= Europäische Hochschulschriften, Reihe 1, Bd. 534). Lang, Frankfurt/M. 1982, ISBN 3-8204-6281-3 (Dissertation Universität Kiel, mit eigenem Lebenslauf).
- Selbst schreiben. Eine Untersuchung der dänischen Frauenautobiographik (= Beiträge zur Skandinavistik, Bd. 12). Lang, Frankfurt/M. 1994, ISBN 3-631-46909-8 (Habilitationsschrift Universität Kiel).
- Intermedialität im Umbruch. Bildkunstreferenzen in der skandinavischen Literatur der frühen Moderne (= Rombach Wissenschaften, Reihe Nordica, Bd. 6). Rombach, Freiburg im Breisgau 2003, ISBN 3-7930-9369-7.
- Die Moderne im Umbruch (1870-1910). In: Jürg Glauser (Hrsg.): Skandinavische Literaturgeschichte. Metzler, Stuttgart/Weimar 2006, S. 183–229, ISBN 3-476-01973-X (2. aktualisierte Ausgabe 2016, ISBN 978-3-476-02454-1).
- (Hrsg. u. Mitautorin): Herman-Bang-Studien. Neue Texte – neue Kontexte (= Münchner nordische Studien, Bd. 1). Utz, München 2008, ISBN 978-3-8316-0845-4.
- (Hrsg. u. Mitautorin): Landnahme. Anfangserzählungen in der skandinavischen Literatur um 1900. Fink, München/Paderborn 2010, ISBN 978-3-7705-4974-0.
- (Hrsg. u. Mitautorin): Romantik im Norden (= Stiftung für Romantikforschung, Bd. 51). Königshausen & Neumann, Würzburg 2010, ISBN 978-3-8260-4501-1.
- (Hrsg. u. Mitautorin): PopAvant. Verhandlungen zwischen Populärkultur und Avantgarde in Dänemark (= Münchner nordische Studien, Bd. 7). Utz, München 2012, ISBN 3-8316-4119-6.
- (Mitautorin): Am Rand. Zur Poetik des skandinavischen Aphorismus (= Rombach Wissenschaften, Reihe Nordica, Bd. 18). Rombach, Freiburg im Breisgau 2012, ISBN 978-3-7930-9686-3.
- Henrik Ibsens dramatische Methode. Verlag der Bayerischen Akademie der Wissenschaften, München 2012, ISBN 978-3-7696-1662-0.
- (Hrsg. u. Mitautorin): Tourismus als literarische und kulturelle Praxis. Skandinavistische Fallstudien (= Münchner nordistische Studien, Bd. 16). Utz, München 2013, ISBN 3-8316-4231-1.
- (Hrsg. u. Mitautorin): "Rider ud saa vide". Balladenspuren in der skandinavischen Kultur (= Rombach Wissenschaften, Reihe Nordica, Bd. 22). Rombach, Freiburg im Breisgau 2016, ISBN 978-3-7930-9833-1.
- (Hrsg. u. Mitautorin): Balladenechos. Die skandinavische folkevise im kulturellen Gedächtnis (= Rombach Wissenschaften, Reihe Nordica, Bd. 24). Rombach, Freiburg im Breisgau 2018, ISBN 3-7930-9907-5.
- (Hrsg. u. Mitautorin): Klassiker der norwegischen Gegenwartsliteratur. edition text + kritik, München 2019, ISBN 978-3-86916-855-5.
- "The whole world".  Globalität und Weltbezug im Werk Karen Blixens / Isak Dinesens (= Rombach Wissenschaften, Reihe Nordica, Bd. 27). Rombach, Baden-Baden 2021, ISBN 978-3-96821-681-2.

Festschrift
- Hanna Eglinger u. a. (Hrsg.): Schriftfest / Festschrift. Für Annegret Heitmann (= Münchner nordistische Studien, Bd. 33). Utz, München 2018, ISBN 3-8316-4689-9 (mit Bibliographie Annegret Heitmann 1982–2017).